# Kenan Kamenjaš
Kenan Kamenjaš (Sarajevo, 17 de enero de 2000) es un jugador de baloncesto bosnio que pertenece a la plantilla del KK Budućnost de la ABA Liga. Con 2,07 metros de estatura, juega en la posición de pívot.

## Trayectoria deportiva

### Profesional
Comenzó su andadura profesional en 2017, con 17 años, en el OKK Spars de su ciudad natal, alternando apariciones en el primer equipo con el sub-18. Ya en su segunda temporada se fue haciendo un hueco en el quinteto inicial del equipo, y la acabó promediando 7,5 puntos, 5,8 rebotes y 1,4 asistencias por partido.
En julio de 2021 firmó contrato por cuatro temporadas con el KK Studentski Centar de la ABA Liga. En su primera temporada promedió 14,3 puntos, 8,4 rebotes (máximo de la liga) y 2,0 asistencias por partido, que le valieron para ser incluido en el Quinteto Ideal de la ABA Liga.
El 14 de julio de 2022 se marchó cedido al KK Budućnost, donde saliendo desde el banquillo promedió esa temporada 5,4 puntos y 3,9 rebotes por partido. Regresó al KK Studentski Centar para la temporada 2023-24, pero el 27 de diciembre de 2023 firmó definitivamente contrato con el KK Budućnost, donde acabó nuevamente siendo incluido en el Quinteto Ideal de la ABA Liga.

### Selección nacional
Kamenjaš es internacional con la selección de Bosnia y Herzegovina desde la categoría sub-16, con la que disputó el europeo de su categóría. Con la selección absoluta disputó el Eurobasket 2022, donde promedió 3,2 puntos y 4,2 rebotes en cinco partidos.